# Кампинью (Регенгуш-де-Монсараш)
Кампинью (порт. Campinho) — фрегезия (район) в муниципалитете Регенгуш-ди-Монсараш округа Эвора в Португалии. Территория — 53,64 км². Население — 917 жителей. Плотность населения — 19,5 чел/км².